# Lokalbahn Saitz–Czeicz–Göding
Die Lokalbahn Saitz–Czeicz–Göding (tschech.: Místní dráha Zaječí–Čejč–Hodonín) war eine Lokalbahngesellschaft im heutigen Tschechien.

## Geschichte
Am 21. August 1896 wurde dem mährisch-schlesischen Landesadvokaten Dr. Karl Freiherr von Offermann, der Firma Lindheim & Co und dem Herren Carl Ströhler in Berlin die Konzession „zum Baue und Betriebe einer als normalspurige Localeisenbahn auszuführenden Locomotiveisenbahn von der Station Saitz der Linie Lundenburg–Brünn der k.k. privaten Kaiser Ferdinands-Nordbahn über Czeicz und Mutěnitz nach zur Station Göding der Linie Wien–Krakau der genannten Hauptbahn“ erteilt.
Das Aktienkapital der Gesellschaft betrug insgesamt 5.218.000 Kronen. Am 16. Mai 1897 wurde die Strecke von Zaječí über Čejč und Mutěnice nach Hodonín (Göding) eröffnet.
Den Betrieb führte die Kaiser-Ferdinands-Nordbahn (KFNB) im Auftrag der Lokalbahn Saitz–Czeicz–Göding aus. Nach deren Verstaatlichung ging die Betriebsführung 1907 an die k.k. österreichischen Staatsbahnen (kkStB) über.
Am 24. Juli 1908 erhielt die Gesellschaft auch die Konzession für eine Zweigbahn von Čejč nach Ždánice (Steinitz). Die Strecke wurde am 15. September 1908 für den Güterverkehr und am 6. Februar 1909 für den Reiseverkehr eröffnet.
Nach dem Ersten Weltkrieg ging die Betriebsführung beider Strecken an die neu gegründeten Tschechoslowakischen Staatsbahnen ČSD über.
1930 wurde die Lokalbahn Saitz–Czeicz–Göding per Gesetz verstaatlicht und die Strecken wurden ins Netz der ČSD integriert.

## Strecken
- Zaječí–Čejč–Hodonín (* 1897)
- Čejč–Ždánice (* 1908)

Auf der Strecke Čejč–Ždánice wurde der Reiseverkehr am 23. Mai 1998 eingestellt, 2006 wurde sie endgültig stillgelegt. Die Strecke Zaječí–Čejč–Hodonín besteht noch.

## Lokomotiven

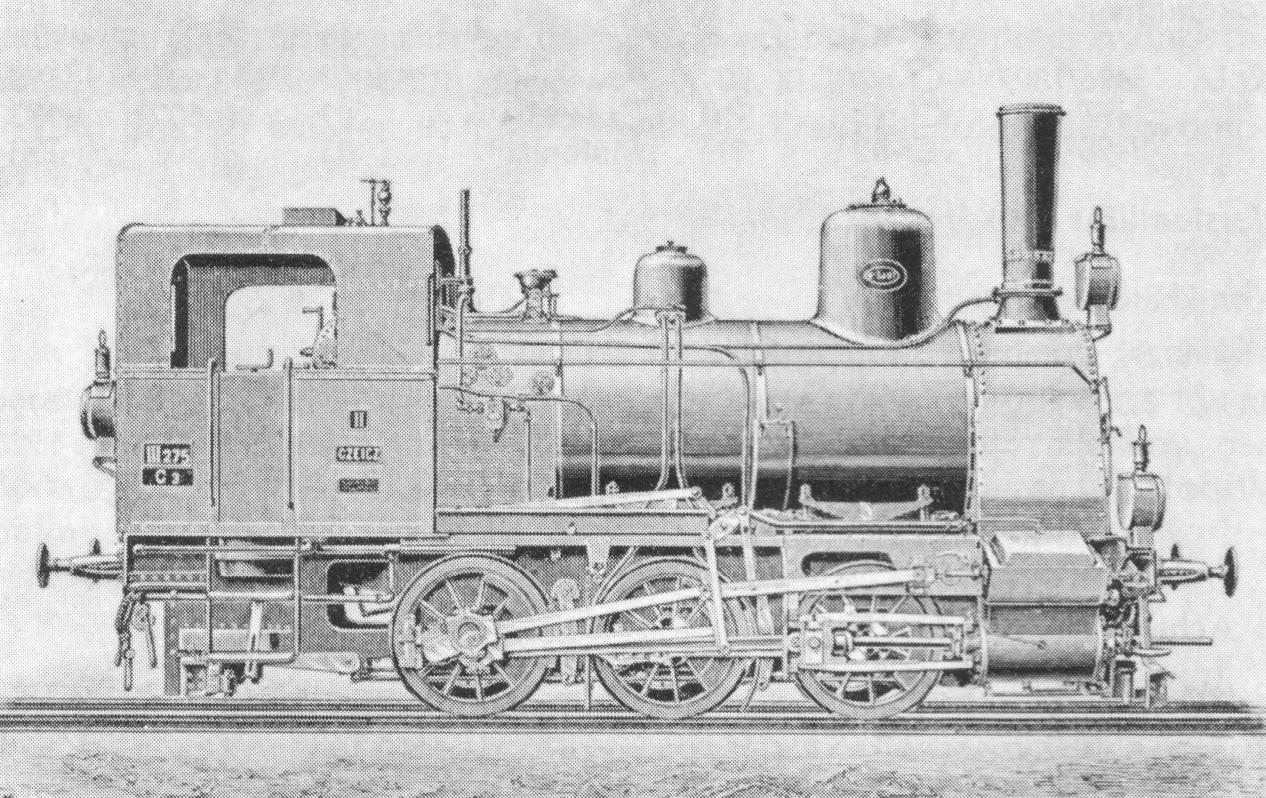
Nr. II CZEICZ

Auf Rechnung der Lokalbahn Saitz–Czeicz–Göding beschaffte die KFNB drei dreifach gekuppelte Lokalbahn-Lokomotiven von Kraus in Linz. Die kkStB gab den Lokomotiven später die Nummern 564.01–03.
Für den Betrieb auf der Strecke nach Steinitz beschafften die kkStB später zusätzlich noch eine einzelne Lokomotive der Reihe 97 und zwei Dampftriebwagen der Reihe 1.3. Die Fahrzeuge besaßen die Betriebsnummern 97.253, 1.301 und 1.302.